# Gavialiceps
Gavialiceps – rodzaj ryb promieniopłetwych z podrodziny Congrinae w obrębie rodziny kongerowatych (Congridae).

## Rozmieszczenie geograficzne
Do rodzaju należą gatunki występujące w wodach Oceanu Indyjskiego i zachodniego Oceanu Spokojnego.

## Morfologia
Długość ciała do 89 cm; brak danych dotyczących masy ciała.

## Systematyka
Rodzaj zdefiniował w 1889 roku brytyjski przyrodnik Alfred William Alcock w artykule poświęconym rybom głębinowym z Zatoki Bengalskiej i sąsiednich wód, odłowionych w latach 1885–1889 podczas rejsu statku badawczego „Investigator”, opublikowanym w czasopiśmie The Annals and magazine of natural history. Gatunkiem typowym jest (późniejsze oznaczenie) G. taeniola.

### Etymologia
Gavialiceps: nowołac. gavialis ‘gad podobny do krokodyla’, od hindi घड़ियाल ghariyāl ‘gawial’; -ceps ‘-głowy’, od caput, capitis ‘głowa’.

### Podział systematyczny
Do rodzaju należą następujące gatunki:
- Gavialiceps arabicus (D’Ancona, 1928)
- Gavialiceps bertelseni Karmovskaya, 1993
- Gavialiceps javanicus Karmovskaya, 1993
- Gavialiceps taeniola Alcock, 1889
- Gavialiceps taiwanensis (Chen & Weng, 1967)